# Proformica alaica
Proformica alaica är en myrart som beskrevs av Kuznetsov-ugamsky 1926. Proformica alaica ingår i släktet Proformica och familjen myror. Inga underarter finns listade i Catalogue of Life.